# 금전산
금전산(金錢山)은 대한민국 전라남도 순천시 낙안면 상송리 일원에 있다. 2015년 7월 3일 순천시 (전라남도)의 향토유적 제15호로 지정되었다.

## 개요
화강암으로 이루어진 금전산 일대에는 석산 경관이 나타나 우수한 지형경관을 형성하고 있다. 정상부의 서쪽면이 모두 바위로 뒤덮여 원효대, 의상대, 형제바위, 개바위 등 기암들이 도열해 낙안의 고유 경관을 이루고 있다.
금전산 등산로는 동서로 길 게 뻗은 능선길과 정상에서 남서쪽 상송리로 내리뻗은 금강암계곡길 등 세 가닥이 주를 이룬다. 금전산은 낙안읍성의 진산으로 양호한 석산경관을 형성하고 있다.
금둔사의 납월홍매화는 봄을 가장 먼저 알리는 꽃을 피운다. 금둔사 홍매화는 납월매로 원목은 20년 전 노령으로 고사하였으며, 현재 수령이 24년된 매화나무 6그루가 잔존하고 있다.